# La Arena (Piura)
La Arena es una ciudad menor peruana ubicada en el distrito homónimo, en la provincia de Piura, en el departamento de Piura, al norte del Perú. Es a su vez capital del distrito homónimo.

## Historia
Antiguamente, La Arena estuvo anexada a la comunidad de Catacaos, donde varios pobladores se asentaron en los terrenos del actual distrito de La Arena.
El 15 de junio de 1920, la comunidad de La Arena pasó a la categoría de distrito, designando a la villa de mismo nombre como capital, de acuerdo al Decreto Ley N° 4134,integrándose como uno de los distritos de la provincia de Piura. De igual manera, el distrito comprendió los caseríos de Nuevo Montegrande, Vichayal, Pampa de los Silvas, Loma Negra, etc. Igualmente lo hicieron con las demás haciendas y predios que le correspondía.

## Ubicación
La Arena se ubica cerca al río Piura. Además, se encuentra cerca de los poblados de La Unión, El Porvenir, Chatito, Las Malvinas, etc. Igualmente, se encuentra a varios kilómetros de las ciudades de Catacaos y Piura.

## Demografía
En 2017 La Arena tenía una población de 14729 habitantes.
| Gráfica de evolución demográfica de La Arena entre 1993 y 2017 |
|                                                                |
| Fuentes: Población 1993 y 2017                                 |